# Rafa Lahuerta Yúfera
Rafa Lahuerta Yúfera (Valencia, 20 de septiembre de 1971) es un escritor y novelista español. Es el autor de Noruega, novela premiada con el premio Lletraferit el año 2020. Estudió en el Colegio Nuestra Señora del Pilar (Valencia). 

## Obra
- La balada del bar Torino (Editorial Drassana), 2014 ISBN: 9788494286018. 232 páginas.[2]

- Noruega (Editorial Drassana), 2020 ISBN: 9788412226546. 392 páginas.[3]

## Premios
En 2020 recibió el premio Lletraferit de Novel·la, organizado por la editorial Drassana, por su novela Noruega.
En 2022 la Generalidad Valenciana le concedió la Medalla al Mérito Cultural con motivo de la celebración del 9 de octubre, día de la Comunidad Valenciana.